# Багилт
Ба̀гилт (на уелски и на английски: Bagillt, на английски [ˈbægɪlt], на уелски [bagɪɬt], най-близко до Багихлт) е град в Северен Уелс, графство Флинтшър. Разположен е на левия бряг на устието на река Дий, на около 20 km югозападно град Ливърпул. Първите сведения за града датират от около 1215 г., когато тук е построен замък. Населението му е 4111 жители, по приблизителна оценка от юни 2017 г.